# Han Kyung-hee
Han Kyung-hee (* 12. August 1985) ist ein südkoreanischer Biathlet.
Han Kyung-Hee vom Verein Pyeongchang County wird von Yongsean Shin trainiert. Er betreibt seit 1999 Biathlon und lebt in Gangwon. Han bestritt 2004 in Obertilliach seine ersten Junioren-Europacup-Rennen. Erster Karrierehöhepunkt wurden die Junioren-Weltmeisterschaften 2005 in Kontiolahti, wo Han jedoch keine nennenswerten Resultate erzielte. Zum Auftakt der Saison 2005/05 wechselte der Südkoreaner in den Männerbereich und wurde in seinem ersten Einzel in Obertilliach 65. 2006 bestritt er keine internationalen Rennen, die nächsten Einsätze hatte er bei der Winter-Universiade 2007 in Cesana San Sicario. Bestes Resultat wurde bei den Studentenweltmeisterschaften ein 25. Platz im Sprint. Sein erstes Biathlon-Weltcup-Rennen bestritt Han 2008 im heimischen Pyeongchang, wurde jedoch nach seinem einzigen Einsatz im Sprint wie seine Teamkollegen Yoon-Bae Park und Byung-Joo Park disqualifiziert. Weitere Weltcup-Einsätze folgten in der Saison 2008/09 folgten, allerdings nur in Staffelrennen. Höhepunkt der Saison wurden die Biathlon-Weltmeisterschaften 2009 in Pyeongchang. Han kam in drei Rennen zum Einsatz und wurde 106. im Sprint, 93. des Einzels und gemeinsam mit Lee In-bok, Je-Uk Jun und Byung-Joo Park als Schlussläuferin mit der Staffel 23.

## Weltcupstatistik
Die Tabelle zeigt alle Platzierungen (je nach Austragungsjahr einschließlich Olympische Spiele und Weltmeisterschaften).
- 1.–3. Platz: Anzahl der Podiumsplatzierungen
- Top 10: Anzahl der Platzierungen unter den ersten zehn (einschließlich Podium)
- Punkteränge: Anzahl der Platzierungen innerhalb der Punkteränge (einschließlich Podium und Top 10)
- Starts: Anzahl gelaufener Rennen in der jeweiligen Disziplin

| Platzierung                      | Einzel | Sprint | Verfolgung | Massenstart | Staffel | Gesamt |
| -------------------------------- | ------ | ------ | ---------- | ----------- | ------- | ------ |
| 1. Platz                         |        |        |            |             |         |        |
| 2. Platz                         |        |        |            |             |         |        |
| 3. Platz                         |        |        |            |             |         |        |
| Top 10                           |        |        |            |             |         |        |
| Punkteränge                      |        |        |            |             | 3       | 3      |
| Starts                           | 1      | 2      |            |             | 3       | 6      |
| Stand: nach der Saison 2009/2010 |        |        |            |             |         |        |